# Îles de Boynes
Pour les articles homonymes, voir Boynes (homonymie).
Les îles de Boynes sont quatre petites îles des îles Kerguelen. En dehors de la Terre Adélie, dont la souveraineté française a été suspendue par le traité sur l'Antarctique, les îles de Boynes constituent la terre française la plus méridionale.
Elles se situent juste en dessous du 50e parallèle sud, à une trentaine de kilomètres au sud de la péninsule Rallier du Baty de la Grande Terre, l'île principale de l'archipel des Kerguelen. Les quatre îles de Boynes, non nommées, sont géographiquement groupées par paires, distantes d'environ 1 800 mètres : l'une au nord-ouest avec deux îles séparées de moins de 350 mètres. La plus grande île à l'est, de forme ronde, est longue de 120 mètres pour 100 dans sa plus grande largeur et s'élève à peine 9 mètres au-dessus des flots. L'autre île à l'ouest n'est elle longue que d'une soixantaine de mètres. L'autre paire située au sud-est est composée de deux îles très proches l'une de l'autre, seulement séparées par un étroit bras de mer orienté nord-sud, mesurant moins d'une dizaine de mètres dans sa plus petite largeur. L'île occidentale de cette paire est la plus grande des îles de Boynes, longue d'environ 200 mètres pour 150 mètres de large. Bordée de falaises, elle est également la plus élevée du petit archipel, avec une altitude maximale de 35 mètres. Un brisant affleure plus au sud, visible à l'écume qu'il provoque, à environ 1000 mètres au sud-est de l'île principale.   
Les quatre îles présentent un aspect rocheux, sans végétation apparente, exposées aux vents violents et aux fortes vagues existant sous cette latitude. 
Les îles de Boynes furent découvertes en 1772 lors de la première expédition d'Yves Joseph de Kerguelen de Trémarec dans la région, qui les a nommées en l'honneur du marquis de Boynes, alors secrétaire d'État français à la Marine.